# 1176 Lucidor
Lucidor (asteróide 1176) é um asteróide da cintura principal com um diâmetro de 30,65 quilómetros, a 2,3019196 UA. Possui uma excentricidade de 0,1445237 e um período orbital de 1 612,21 dias (4,42 anos).
Lucidor tem uma velocidade orbital média de 18,15731631 km/s e uma inclinação de 6,65954º.
Esse asteróide foi descoberto em 15 de Novembro de 1930 por Eugène Delporte.